# L3Harris OA-1K Skyraider II
Air Tractor L3Harris OA-1K Skyraider II je jednomotorový turbovrtulový lehký útočný letoun s vlastnostmi STOL, vyvinutý americkým leteckým výrobcem Air Tractor ve spolupráci se společností L3Harris. Představuje derivát zemědělského letounu Air Tractor AT-802. Mezi jeho úkoly patří poskytování blízké letecké podpory, provedení přesných úderů, nebo průzkum. Vhodný má být do konfliktů nízké intenzity. V roce 2025 americké ozbrojené síly převzaly první letoun Skyraider II.

## Vývoj

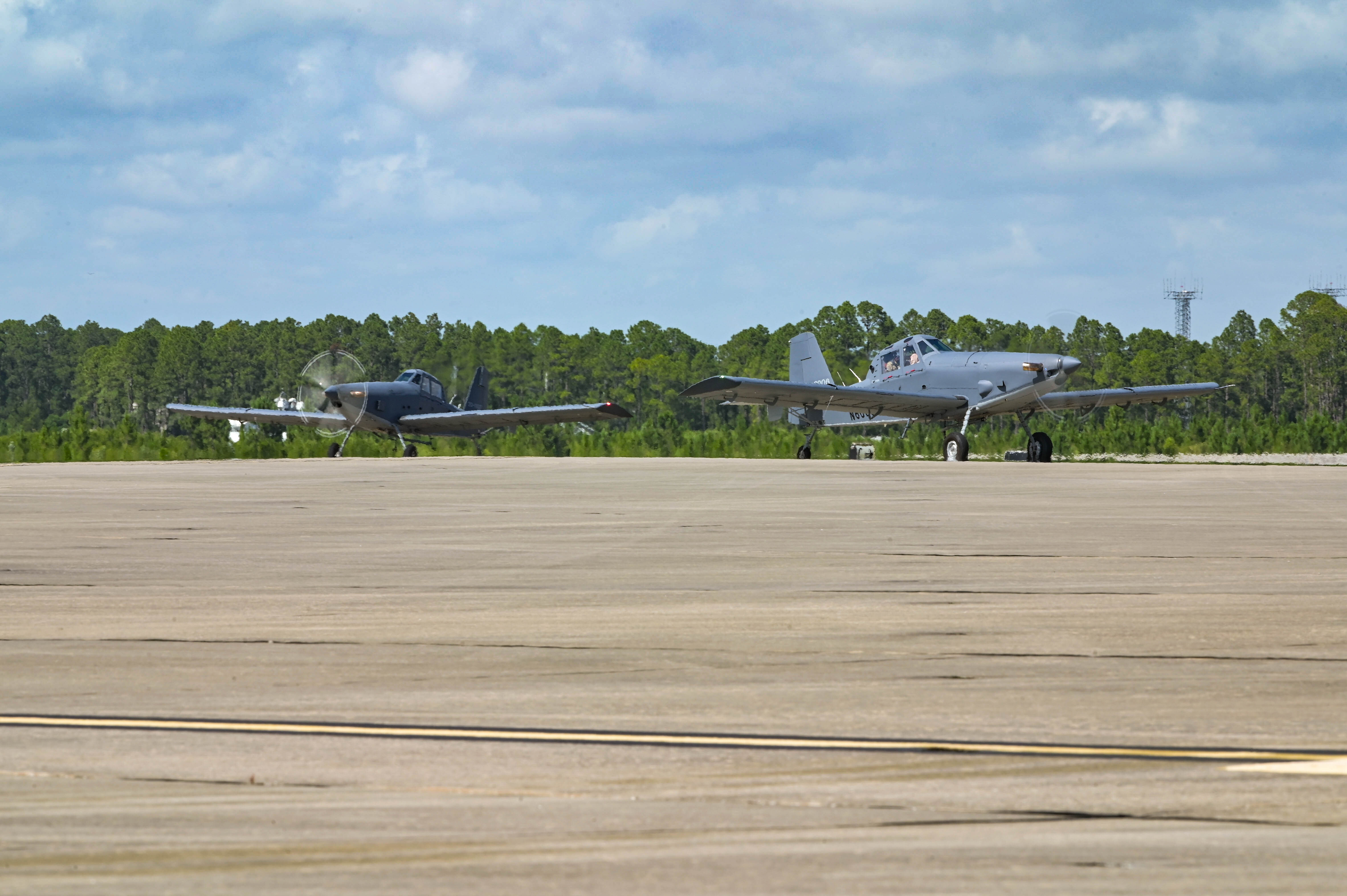
Dvojice letounů AT-802U využívaných od roku 2024 na letišti Hurlburt Field k výcviku budoucích posádek OA-1K Skyraider II

Letoun je založen na platformě zemědělského letounu AT-802, díky čemuž má mít malé nároky na údržbu a s tím spojené nízké provozní náklady. V programu Armed Overwatch v srpnu 2022 uspěl pod označením Air Tractor-L3Harris AT-802U Sky Warden jako letoun pro palebnou podporu, údery na pozemní cíle a ozbrojený průzkum v rámci velitelství speciálních operací United States Special Operations Command (SOCOM). Nahrazuje přitom průzkumné letouny U-28A Draco a Beechcraft King Air. SOCOM plánoval získat 75 kusů OA-1K, což bylo později redukováno na 62 kusů. Z užšího výběru programu Armed Overwatch naopak neuspěly letouny Beechcraft AT-6 Wolverine a Sierra Nevada Corp. MC-145B Wily Coyote.
Program Armed Overwatch je dalším v řadě projektů a experimentů s lehkými útočnými letouny, které prováděly různé složky americké armády v posledních dvou dekádách. Primárně přitom hledaly levnější alternativu k nasazení výkonných a nákladných proudových bojových letounů a bombardérů při poskytování blízké letecké podpory nebo průzkumu v protipovstaleckých operacích a konfliktech nízké intenzity. To mělo přinést finanční úspory, uvolnit proudové letouny pro jiné mise a snížit opotřebení jejich flotil.
V červnu 2024 na floridské letiště Hurlburt Field přiletěly dva letouny AT-802U, sloužící k výcviku budoucích operátorů nového bojového typu. V únoru 2025 byl letoun oficiálně pojmenován OA-1K Skyraider II, což odkazuje na útočný letoun A-1 Skyraider. Dne 3. dubna 2025 velitelství SOCOM převzalo první letoun OA-1K na letišti Hurlburt Field na Floridě. Zavádění letounu do služby zároveň provázejí pochybnosti o budoucím využití, neboť americké ozbrojené síly se namísto protipovstaleckých operací více připravují na konflikt vysoké intenzity.

## Popis

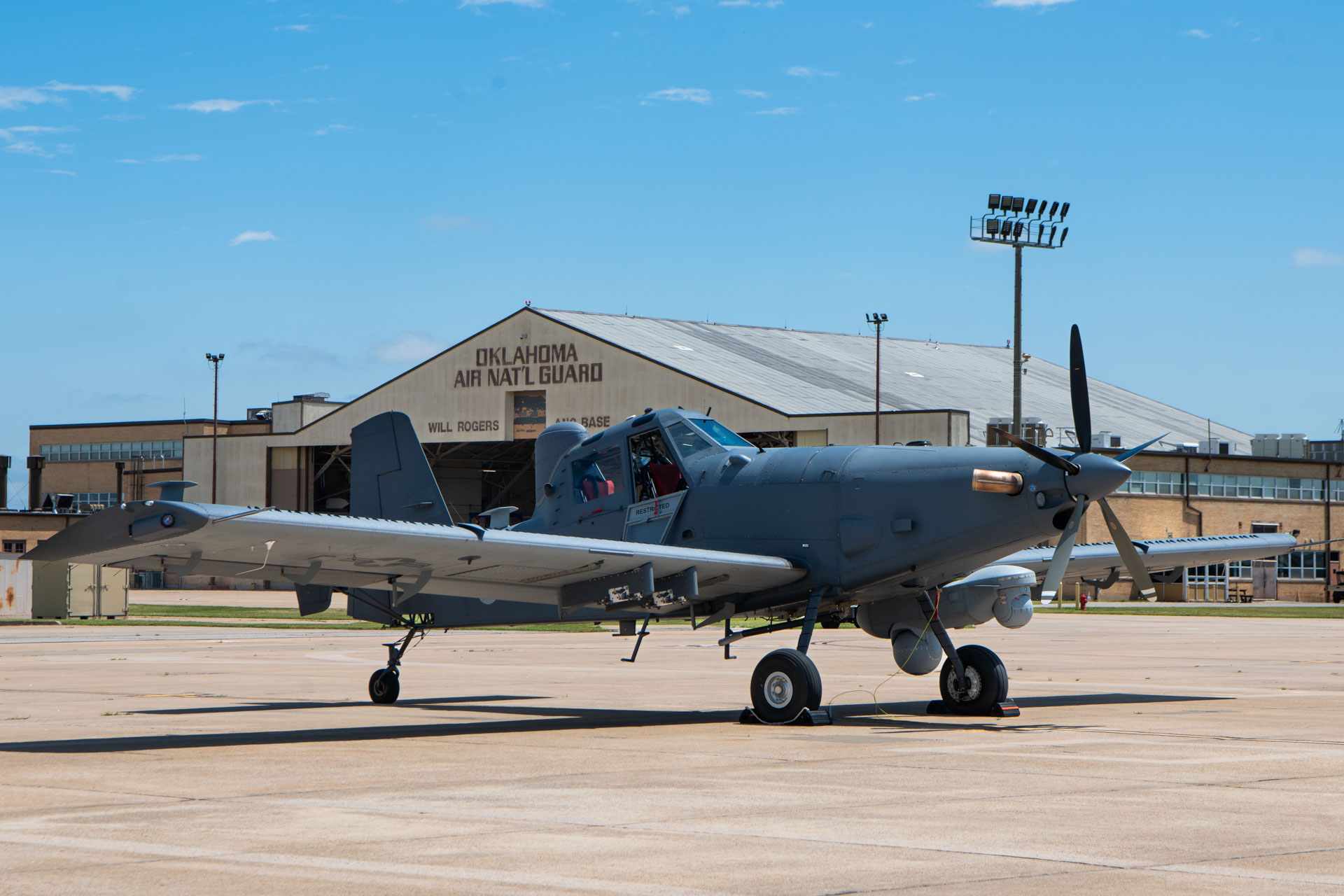
OA-1K Skyraider II v červnu 2025

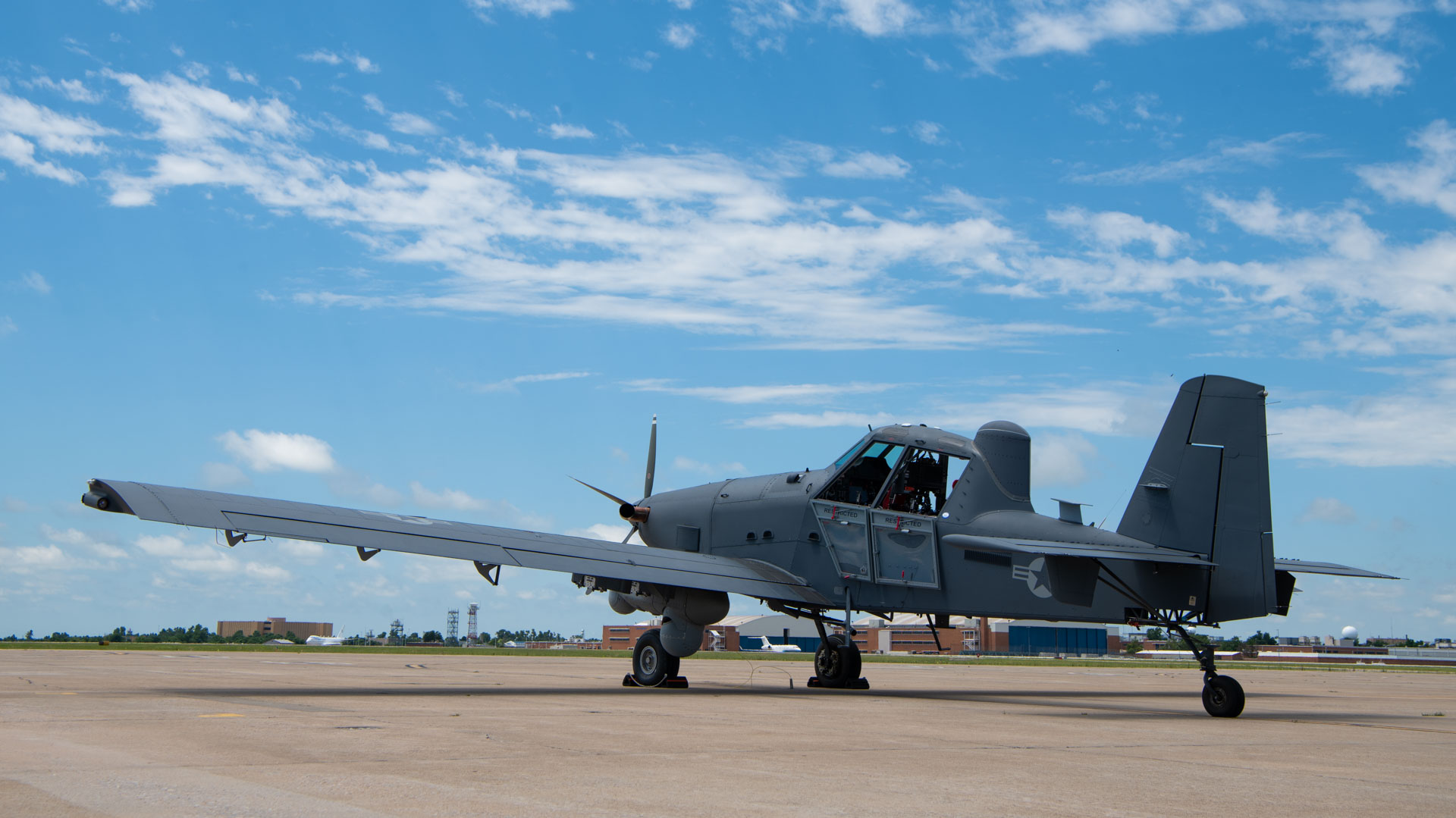
OA-1K Skyraider II v červnu 2025

Letoun je jednomotorový dolnoplošník s jednoduchou svislou ocasní plochou a pevným záďovým podvozkem. Má dvoučlennou posádku. Kokpit má tandemové uspořádání. Společně s motorem jej chrání lehké kompozitní pancéřování. Dále má letoun samosvorné palivové nádrže. Pohon zajišťuje turbovrtulový motor Pratt & Whitney PT6A-67F o výkonu 1600 hp (1200 kW), roztáčející pětilistou vrtuli Hartzell. Letoun je vybaven dvěma podtrupovými a osmi podkřídelními závěsníky. Unese až 2721 kg (6000 liber) výzbroje a dalšího vybavení. Mohou to být kontejnery se senzory, naváděné pumy GBU-12 Paveway II, palivové nádrže, nebo řízené střely AGR-20 Advanced Precision Kill Weapon System (APKWS), AGM-114 Hellfire.

## Specifikace

### Technické údaje
Citováno dle
- Posádka: 2
- Délka: 11,4 m
- Výška: 4 m
- Rozpětí: 18,06 m
- Nosná plocha: 37,3 m2
- Hmotnost prázdného stroje: 3554 kg
- Maximální vzletová hmotnost: 7257 kg
- Pohonná jednotka: 1× turbovrtulový motor Pratt & Whitney PT6A-67F
- Výkon pohonné jednotky: 1600 hp (1200 kW)

### Výkony
- Maximální rychlost: 394 km/h (ve výšce 3000 m)
- Cestovní rychlost: 330 km/h
- Dolet: 2413 km

### Výzbroj
- 2721 kg (6000 liber) na deseti závěsnících[1]